# علوم سیاره‌ای

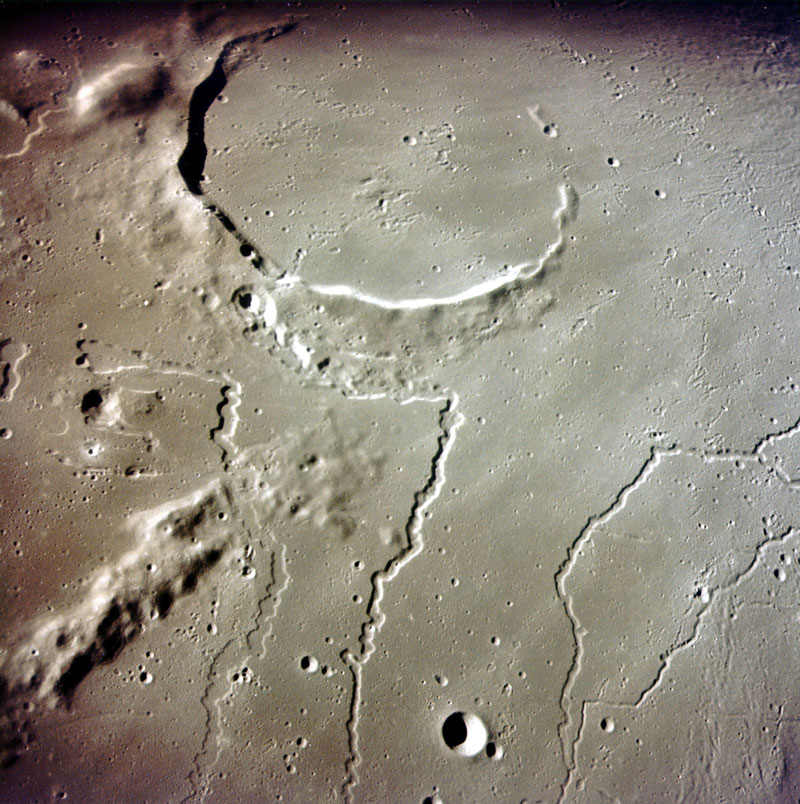

علوم سیاره‌ای (به انگلیسی: Planetary science) که گاهی سیاره‌شناسی یا پلانِتولوژی (به فرانسوی: planétologie) نیز نامیده‌ می‌شود، علم بررسی سیاره‌ها از جمله زمین و سامانه‌های سیاره‌ای و به ویژه منظومهٔ خورشیدی است. سیاره‌شناسی دانشی میان‌رشته‌ای است که از هم‌آوایی اخترشناسی و علوم زمین پدید آمده‌است. دانش سیاره‌شناسی به مطالعهٔ سیاره‌ها، قمرهایشان، اجرام و تابش‌های منظومهٔ خورشیدی، میدان‌های مختلف نیرو (میدان نیروهای مغناطیسی، گرانشی و چرخشی) و اندرکنش میان زیرمجموعه‌های منظومهٔ خورشیدی می‌پردازد.